# Општина Мурђени (Васлуј)
Мурђени (рум. Murgeni) општина је у Румунији у округу Васлуј.
Oпштина се налази на надморској висини од 102 m.